# 平井骸惚此中ニ有リ
『平井骸惚此中ニ有リ』（ひらいがいこつこのなかにあり）は、田代裕彦による日本のライトノベル作品。イラストは睦月ムンクが担当している。富士見ミステリー文庫（富士見書房）より2004年1月から2005年8月まで刊行された。第3回富士見ヤングミステリー大賞の大賞受賞作。
角川文庫にてとろっちの表紙画で復刊されるも、2巻以降は諸般の事情で出版されなかった。

## ストーリー
ことの起こりは大正12年（1923）の東京。
主人公・河上太一は東京帝国大学に合格した秀才であるが、探偵小説作家に憧れて、尊敬する作家・平井骸惚の門扉を叩く。めでたく住み込みすることかなった太一は、なにかと突っかかってくる長女の涼、「兄様」と慕ってくれる次女の潑子に振り回されながら、骸惚に師事する日々。
そんななか、平井家のもとに、一通の手紙が届く。それは、骸惚の友人の文藝評論家が変死したというものであった。

## 登場人物
河上太一
本作の主人公。初登場時19歳。一人称は小生。童顔（わらべがお）に5尺（約152センチ）の背丈で、「青年と言うより少年」（第1巻）である。地方（東北）から上京し、東京帝國大學（帝大）の学生。探偵小説の愛好者で、『新靑年』に掲載された平井骸惚の作品が琴線に触れたことから、平井宅に押しかけ、そのまま住み込みの書生となる。
人柄はいたって温厚でお人好しだが、気質が単純なためか怒ることも多く、また口はかなり軽い。帝大の学生という割にはどこか抜けており、基本的には探偵役を務める骸惚に対してワトソン役となっている。事件には積極的に首を突っ込んでいく。終巻では探偵役もつとめるようになり、この河上の成長がシリーズを終わらせる一因となったことが、第5巻のあとがきでふれられている。
当時の男性、しかも帝大生としてはありえないことに料理まで得手としており、得意料理はコロッケ。ラノベの主人公としてはありがちなことに、女性の気持ちにはうとく、涼をはじめ、周囲をやきもきさせることもしばしば。実家との折り合いはよくないようで、あまり口にしたがらない。

平井骸惚（がいこつ）
本名・平井京太郎。本シリーズの探偵役で、太一の先生。6尺（約182センチ）を超える長身だが、枯れ木を思わせるほどの痩身。探偵小説作家だが、売りあげは芳しくない。冷静沈着な人物で、かなりの毒舌家でもある。憲法の一部をいきなり暗唱してみせたりと知識も豊富。事件に対するスタンスは太一と対照的で、決して積極的ではなく、好奇心が旺盛すぎる太一や涼を叱ることもしばしば。事件解決もやむにやまれぬ事情があってもので、彼の本意ではない。探偵と呼ばれること自体を嫌っている。ただし、自分にも作家としての好奇心があり、つい事件が気になってしまうことについては苦笑している。なお、妻の澄にはまったく頭があがらない。愛妻家で、娘たちへのこまやかな気配りを忘れない。最初は鬱陶しがっていた太一についても息子のように見守っている（ただし、婿にするか否かをめぐっては澄との間に見解の相違がある）。
伯爵家の庶生児であるが、前述のような性格から華族の世界に入り込むつもりは微塵もない。筆名の「骸惚」は別にその容姿から生まれたものではなく、別の由来がある。

平井涼（すず）
平井家の長女で、現役の女学生。大きなリボンにお下げ髪、袴に編み上げブーツという、「はいからさん」スタイルの美少女。性格はやや苛烈でいわゆるお転婆だが、基本的には人がよく、また母の澄には父同様まったく頭があがらない。シリーズのヒロイン。太一とは自転車の激突事故で出会い、その責任等をめぐっての口論に至るなど、決して友好的な出会いではなかった。だんだんと好意を抱くようになっていくが、口ゲンカは日常茶飯事。太一が女性に近づく（ないしはその逆）と急激に機嫌が悪くなり、毒を吐くなど、太一以外からはバレバレだった（ようするにツンデレ）。かなりの潔癖症で、ヌード写真をみつけてしまったときは、錯乱のあまり小屋に火をつけて焼却処分しようとしたほど。
母親と違って家事はあまり得意ではないが、料理の修業をするシーンもみられた。

平井潑子（はつこ）
平井家の次女、登場時10歳。活発な姉と比べると引っ込み思案な性格で、体も弱い。太一と涼の口ゲンカに巻き込まれてオロオロすることが多い。病弱なため、夏バテも起こしていた。ひと目みて太一に好感を持ち、「兄様（あにさま）」と呼んで懐いている。太一に関することについては、普段の奥手な性格とは打って変わり、キッパリと意見をいうこともある。事件に積極的に関わることがあるのも、太一に事件の情報を伝えるためで、この一途な行動は父に危惧を抱かせている。太一と姉との関係については暖かく見守っているようである。
作者には「名探偵潑子嬢の活躍」という案もあったようである。

平井澄（すみ）
骸惚の細君で、平井家の裏の支配者。太一の住み込みなど、平井家の重大事はたいてい彼女によって決定されている。左目下の泣き黒子が特徴的な美貌の女性。作中の描写を反映してか、挿絵でも美しく描かれており、作者が骸惚に対して嫉妬するほどである。自身は料理を含めた家事全般に堪能だが、娘たちに花嫁修業を押し付けないあたり、開明的な人物である。太一をいたく気に入っており、平井家の婿にと思うばかりか、公言してはばからない。骸惚とは駆け落ちのような結婚をした模様。

香月緋音（こうづき・あかね）
月輪堂（がちりんどう）出版社の編集者で、骸惚の担当。いわゆる男装の麗人で、5尺4寸（約164センチ）の長身。初対面の太一に宝塚（原作表記は寶塚）を想起させていた。男爵家の令嬢であるが、女権拡張論者で、家を飛び出して出版社に勤めた。しかし、関東大震災の影響で職を失っている。トゲトゲしい性格に思われがちだが、当時の社会情勢の影響によるもので、太一や骸惚のような理解のある人物、涼などの同性との折合いは決して悪くない。ただし、実家を含めた華族に対してはよい印象をもっていない。
物語終了後、とある貴族の細君となったことを暗示させる描写がある。

## 既刊一覧

### 富士見ミステリー文庫版
- 田代裕彦（著） / 睦月ムンク（イラスト） 『平井骸惚此中ニ有リ』 富士見書房〈富士見ミステリー文庫〉、全5巻
  1. 2004年1月10日発売[2]、ISBN 4-8291-6234-1
  2. 2004年4月10日発売[5]、ISBN 4-8291-6252-X
  3. 2004年10月9日発売[6]、ISBN 4-8291-6274-0
  4. 2005年6月10日発売[7]、ISBN 4-8291-6309-7
  5. 2005年8月10日発売[8]、ISBN 4-8291-6316-X

### 角川文版
- 田代裕彦（著） / とろっち（イラスト） 『探偵作家は沈黙する 平井骸惚此中ニ有リ』 KADOKAW〈富士見ミステリー文庫〉、2015年10月24日発売[9]、ISBN 978-4-04-103368-5

### 文庫未収録短編
- 月刊ドラゴンマガジン2004年2月号掲載短編
- FUJIMIミステリー スペシャル・ガイド（富士見ミステリー文庫5周年フェアプレゼント冊子）掲載短編